# Una sirenetta fra noi
Una sirenetta fra noi (魔法のマコちゃん?, Maho no Mako-chan) è un anime giapponese prodotto in 48 episodi da Toei Animation nel 1970 e che trae spunto nella sua parte iniziale e per il personaggio principale dalla fiaba La sirenetta di Hans Christian Andersen. La serie è stata trasmessa per la prima volta dal network giapponese TV Asahi a partire da novembre 1970 e in Italia da Italia 1 nel 1988 e in seguito replicata da Rete 4, Junior TV e da emittenti locali.

## Trama
La storia è ambientata a fine anni sessanta. Una sirenetta quindicenne di nome Ginny (Mako in originale), nonostante le leggi del mare lo proibiscano, è molto attratta dalla superficie del mare e dagli esseri umani.
Un giorno durante una terribile tempesta, si allontana dal fondo del mare e raggiunge la superficie dove vede Alex, un giovane marinaio che si trova in pericolo di vita e lo salva dal naufragio della nave su cui viaggiava. Innamoratasi perdutamente, decide di trasformarsi in una ragazza per poterlo rivedere ancora. Il padre è contrario, ma ormai Ginny è grande e deve decidere da sola della sua vita.
La giovane sirena, con l'aiuto della vecchia Strega del Mare, si trasforma quindi in una splendida fanciulla e andrà ad abitare presso il vecchio nonno Savio che vede in lei la figlia morta annegata tanti anni prima. Di fronte all'inevitabile il Re dei Sette Mari che non ha smesso di amare la figlia, le dona lo "Spirito delle Sirene", un gioiello dai poteri magici che la terrà in contatto con i suoi genitori, la proteggerà dal mondo ostile degli uomini e le permetterà di aiutare il prossimo in difficoltà. Questo gioiello non funziona senza la luce del Sole o della Luna (nell'episodio 32 durante un incendio il fumo nasconde il sole e per questo Ginny non riesce ad aiutare una bambina, che si salva solo per l'intervento della sua cagna sanbernardo di nome Lulù, che si sacrifica per lei).
Da quel momento iniziano le avventure sulla terraferma di Ginny, che s'inserisce nella società umana, frequenta la scuola, incontra tanti amici ed impara a conoscere le grandezze e le bassezze a cui può arrivare l'animo umano.
Con l'aiuto dei suoi nuovi amici, tra cui i due piccoli gemelli Ghiri e Goro, la loro scimmietta Chico ed il loro orso Bombolone, inizierà la ricerca di Alex, per scoprire alla fine che anche lui la sta cercando ed è innamorato di lei.

## Genesi del personaggio
In Giappone, la fiaba La sirenetta dello scrittore danese Hans Christian Andersen, pubblicata nel 1836 è molto popolare, tanto che la trama è alla base di numerosi anime, tra cui Una sirenetta innamorata (1992) e Mermaid Melody - Principesse sirene (2003).
Anche Una sirenetta tra noi apparentemente è ispirata alla fiaba, ma l'anime ambienta la storia ai alla fine degli anni'60 ed aggiunge numerosi episodi che mostrano l'inizialmente ingenua Ginny alle prese con la scuola ed il mondo moderno. In definitiva la serie è un classico Mahō shōjo e i riferimenti alla fiaba di Andersen si esauriscono praticamente tutti nel primo episodio.

## Personaggi

### Personaggi principali
GinnyÈ una sirena di quindici anni che s'innamora di un umano e per questo rinuncia all'immortalità e alla compagnia dei suoi genitori. Diventa quindi una ragazza che va ad abitare presso il vecchio Savio Masten e che vive le avventure tipiche delle adolescenti della sua età. Utilizza il gioiello magico "Spirito delle Sirene" donatole dal padre per poter risolvere i numerosi problemi che è costretta ad affrontare, sempre alla ricerca di Alex, l'uomo della sua vita. Lo "Spirito delle Sirene" funziona solo se orientato verso il sole o la luna e le permette di rimanere in contatto con i suoi genitori.
Ghiri e GoroSono due gemelli vicini di casa di Ginny. Hanno circa otto anni, frequentano ancora le scuole elementari e possiedono un piccolo orso che trattano quasi come un cane da guardia. Eleggono subito Ginny come loro sorella maggiore.
SaveriaÈ la madre di Ghiri e Goro nonché la padrona di casa di Savio Masten (la casetta dello zoologo sorge accanto l'abitazione di Saveria) e all'inizio della storia ha seri problemi con lui per la questione del pagamento dell'affitto. È lo stereotipo della donna di casa pettegola ed amante delle telenovelas ed ha una sorella minore, Levisa, che desidererebbe fare la hostess.
Savio MastenTrova Ginny dopo che lei si è trasformata in un'umana sulla "Spiaggia della Perla" nei pressi di Yokohama e la porta a vivere con lui. Ginny gli ricorda la figlioletta morta annegata. Il mare gliel'ha portata via tanti anni prima e ora è come se gli avesse restituito una nipote. È uno zoologo dipendente del grande zoo di Yokohama ed ama gli animali a tal punto che se ne circonda anche a casa. Nonostante ami Ginny come una figlia non esita a trattarla con estrema severità quando ritiene che la ragazza abbia commesso delle mancanze.
Re dei Sette Mari o Re DragoneÈ il padre di Ginny. Inizialmente non vuole che la figlia abbandoni la sua casa, ma su consiglio della moglie e della vecchia Strega del Mare capisce che Ginny è ormai grande e che nessuno può più decidere per lei. Quando Ginny si trasforma in un essere umano il Re Dragone continua a vegliare discretamente su di lei, accorrendo ad ogni sua richiesta di aiuto. Le dona inoltre il gioiello magico "Spirito delle Sirene" per proteggerla e non lasciarla senza difese in un mondo ostile. Come si evince dal nome, il suo vero aspetto è proprio quello di un enorme dragone sottomarino, ma assume sembianze umanoidi quando si rivolge alla figlia o la va a trovare sulla terraferma.
Regina dei Sette MariÈ la madre di Ginny e moglie del re del mare. Insieme al re veglia sulla figlia una volta diventata umana e lo "Spirito delle Sirene" le apparteneva prima che lo donasse alla figlia. A differenza del re, capisce molto bene il desiderio di Ginny di diventare umana per poter rivedere Alex e non tenta di ostacolarla ma le dice che una volta lasciato il suo mondo la Sirenetta non potrà più tornare indietro. A malincuore, come il padre, lascia a Ginny la decisione di diventare un essere umano. Ha i capelli biondi e indossa una lunga sottana che non permette di capire se sotto di essa ci siano gambe umane o pinne da sirena.

Strega del Mare
Temuta da tutti gli abitanti del mare, anche dal Re Dragone di cui comunque è la consigliera, aiuta Ginny a trasformarsi in essere umano e assieme al padre continuerà a sorvegliarla dal fondo del mare e a proteggerla.
AlexGinny s'innamora di lui la prima volta che lo vede, marinaio sulla nave “Paradiso dei Mari". Quando la nave affonda per un maremoto, Ginny lo salverà e a lui rimarranno sempre impressi la dolcezza della ragazza a cui deve la vita e il suo profondo profumo di mare. Durante la storia passa da un lavoro a un altro, sempre alla ricerca della donna che l'ha salvato e di cui si è innamorato, senza sapere che colei che sta cercando è Ginny, e di cui piano piano si innamora. Ginny però non può svelargli il suo segreto, finché nell'ultimo episodio i due ragazzi stanno per morire. Questo non succede grazie all'intervento del Re Dragone, padre di Ginny, convinto dalla Strega del Mare. Alex scopre la verità, decide di sposare Ginny e di ritornare a fare il marinaio come suo padre e suo nonno.
CamillaCompagna di classe di Ginny diventa subito la sua amica del cuore
Tozzetto e GrissinoViaggiano sempre in coppia e sono rispettivamente il bulletto della classe di Ginny e il suo tirapiedi. Ma la loro è dopotutto una parte che recitano per avere un po' di rispetto dai compagni: in fondo sono entrambi di buon cuore e diventano ottimi amici di Ginny. Tozzetto inoltre si innamorerà di Ginny e sarà sempre molto geloso, prima di Lucky, un ragazzo che la ragazza incontra casualmente, poi di Alex, anche se capisce che il suo amore è senza speranza.
Vanilla JohnsonCompagna di classe di Ginny è la sua antagonista. Essendo di famiglia molto ricca guarda gli altri compagni con alterigia, in questo incoraggiata dalla madre. È trattata con rispetto e deferenza dalla preside della scuola, che sa bene che la sopravvivenza dell'istituto è dovuta soprattutto dalla munificenza della madre di Vanilla.
Prof. PizzettiÈ il professore di letteratura della classe di Ginny ed uno dei più importanti insegnanti dell'Istituto Karatachi.
Orso BomboloneÈ un piccolo orso di proprietà di Ghiri e Goro che è trattato e si comporta come un grosso cane da guardia.
Scimmietta ChicoDono del nonno Savio a Ginny. La seguirà ovunque e sarà oggetto di aiuto o grattacapi a seconda dei casi.

### Personaggi minori
Questi personaggi compaiono in uno o al massimo due episodi della serie. Sono elencati in ordine di comparizione con il numero dell'episodio indicato tra parentesi.
- Gloria (epp. 1 e 6) - La bambina che Alex salva dal naufragio del "Paradiso dei Mari" e che successivamente tenta di guarire dalla sua paura del mare cosa che succede al insaputa del ragazzo grazie a Ginny.
- Giuppy (ep. 7) - La piccola fioraia con la madre malata che Ginny aiuta a vendere fiori.
- Babbo Natale (ep. 8) - Gira in incognito sulla Terra per ritrovare lo spirito del Natale. Solo il padre di Ginny lo riconosce e Ginny inconsapevolmente lo aiuterà nella sua ricerca.
- Lucky (ep. 9) - Un ragazzo un po' più grande di Ginny che frequenta la scuola Karatachi e che le chiede un appuntamento, suscitando la reazione di gelosia di Tozzetto.
- Jim (ep. 11) - Un marinaio afroamericano che viene scambiato per un ladro e costretto a fuggire e a nascondersi. Nonostante l'intercessione di Ginny, il ragazzo perderà la fiducia nella giustizia.
- Billy e Michael (ep. 15) - Due suonatori di tromba che progettano di formare un'orchestra, ma il loro sogno si infrangerà contro la realtà della vita.
- Ylenia (ep. 16) - Figlia della preside, viene dalla Francia dove ha completato gli studi. È lei che convince la madre a fare indossare una divisa agli studenti, provocando una ribellione.
- Kenny (ep. 17) - Salva Ginny e Vanilla da quello che avrebbe potuto diventare uno stupro ed ha una misteriosa ragazza che si chiama Floriana e che gli scrive tutti i giorni. In realtà Floriana è un'invenzione di Kenny, che sa di dover morire presto, ma che vuole apparire uguale agli altri.
- Marian (ep. 19) - Una ragazza senza veri amici e trascurata dai genitori, che morirà in un incidente in motocicletta durante una sua fuga disperata.
- Levisa e Nurago (ep. 20) - Levisa è la sorella minore di Saveria, la madre di Ghiri e Goro, ha studiato per diventare hostess e poter volare accanto a Nurago, aspirante pilota. A causa di problemi di vista dovrà rinunciare al suo sogno, ma Nurago le resterà accanto, rinunciando al suo sogno di diventare pilota di aeroplani.
- Tessy (ep. 21) - Vive in Brasile e il padre, il bidello della scuola, le ha fatto credere di essere il preside. Durante una sua visita improvvisa al padre creerà quindi un certo subbuglio nella scuola Karatachi, visto che tutti tentano invano di nasconderle la bugia del padre.
- Verdesio (ep. 22) - La divinità guardiana della Foresta di Smeraldo che chiede aiuto a Ginny perché la foresta corre un grave pericolo.
- Vinny (ep. 23) - Una ragazza che somiglia a Ginny ed è coinvolta in un matrimonio per procura organizzato dal nonno in seguito scoprirà però che il suo promesso sposo é un ragazzo di qui si è innamorata.
- Angela Hammerschmidt e vicepreside Mumic (ep. 28) - Nuova insegnante di ginnastica della scuola, Angela, che è di origini Polacche, ma ha vissuto a lungo in un orfanotrofio giapponese, è stranamente boicottata dal vicepreside Munic. In realtà Munic è il padre segreto di Angela, e non vuole che lei, che è una grandissima atleta, perda tempo ad insegnare a scuola invece di dedicarsi alla sua disciplina in vista dei campionati del mondo.
- Genny (ep. 30) - Sirenetta sorella di Ginny, correrà il grave pericolo di essere catturata e venduta ad un acquario, fortunatamente Ginny riesce a impedirlo.
- Re della Metropolitana (ep. 31) - Il vecchio che raccoglie e rivende le riviste lasciate nei vagoni della metropolitana di Yokohama.
- Lulù e Monia (ep. 32) - Lulù è un cane Sanbernardo che salverà la padroncina Monia da un incendio a costo della propria vita.
- Signor Tomelli (ep. 36) - Ha perso moglie e figlia in un incidente e minaccia di suicidarsi per l'anniversario della loro morte.
- Noemi e Mino (ep. 40) - Promessi sposi di un matrimonio combinato dal patrigno di Noemi.
- Arika (ep. 41) - Ragazza che per mettersi in mostra, vuole fare credere ad Alex di essere stata la sua salvatrice nell'affondamento del “Paradiso dei Mari".
- Dio che Controlla i Segreti del Mondo (ep. 42) - Dio supremo, costringe il padre di Ginny a farla ritornare in mare.
- Susy (ep. 43) - Figlia di una donna che un anno prima è morta cadendo dal campanile di una chiesa. Si traveste da fantasma per scoprire qualcosa della morte della madre.
- Diego (ep. 45) - Finge di essere un esattore delle tasse per truffare la gente, nonostante sia ricchissimo.
- Gregory (epp. 46, 47) - Folletto della palude, ha in mente di fare uccidere i compagni di classe di Ginny per vendicarsi dei terribili soprusi che gli uomini hanno fatto al suo popolo.

## Ambientazioni
YokohamaÈ la città portuale giapponese in cui si svolgono la maggior parte degli avvenimenti.
Paradiso dei MariÈ la nave da crociera sulla quale all'inizio della storia Alex è imbarcato come membro dell'equipaggio. A causa di un maremoto e del conseguente tsunami la nave affonda e sarà questo avvenimento che darà inizio all'avventura sulla terra di Ginny.
Spiaggia della PerlaÈ la spiaggia a pochi minuti di treno da Yokohama dove Ginny arriva dopo essersi trasformata in essere umano e dove Savio Masten trova per caso la ragazza.
Scuola KaratachiCon oltre 800 alunni, comprende: scuola elementare (frequentata da Ghiri e Goro) scuola media e scuola superiore (frequentata da Ginny, Tozzetto, Grissino, Camilla, Vanilla e tutti gli altri compagni di classe). Diretta col pugno di ferro dalla "Signora Preside", la scuola dipende economicamente anche dalle elargizioni della madre di Vanilla.
Zoo di YokohamaGrandissimo ed importante (alla domenica ha oltre un milione di visitatori), lo zoo è il luogo di lavoro dello zoologo Savio Masten. Allo zoo, nell'ultimo episodio, accadranno avvenimenti che porteranno Alex ad un passo dalla morte.

## Sigle
- Sigla iniziale giapponese: Mahou no Mako-chan interpretata da Mitsuko Horie
- Sigla finale giapponese: Boku wa Mako ni tsuite yuku interpretata da Mitsuko Horie
- Sigla iniziale e finale italiana (ed. Mediaset - 1988): Una sirenetta tra noi, musica di Enzo Draghi, testo di Alessandra Valeri Manera è interpretata da Cristina D'Avena con la partecipazione del coro I Piccoli Cantori di Milano. La sigla utilizza dei giri incalzanti di basso elettrico.

Nell'edizione Junior TV degli anni novanta sono state riproposte le sigle originali giapponesi, mentre nel 1997, su alcune TV locali (ad es. l'emittente TV7 Triveneta) e su Super Six è stata ripristinata la sigla della D'Avena.

## Doppiaggio
| Personaggi                            | Voce giapponese | Voce italiana           |
| ------------------------------------- | --------------- | ----------------------- |
| Ginny (Mako)                          | Kazuko Sugiyama | Rossella Acerbo         |
| Alex                                  |                 | Vittorio Guerrieri      |
| Ghiri                                 |                 | Corrado Conforti        |
| Goro                                  |                 | Julian Olivieri Orioles |
| Camilla                               |                 | Antonella Baldini       |
| Vanilla                               |                 | Rita Baldini            |
| Mirko                                 |                 | Fabrizio Manfredi       |
| Gregory                               |                 | Riccardo Rossi          |
| Genny                                 |                 | Barbara De Bortoli      |
| Madre di Ginny                        | Michiko Hirai   | Daniela Caroli          |
| Padre di Ginny                        | Isao Yatsu      | Giorgio Locuratolo      |
| Serafino                              |                 | Fabrizio Vidale         |
| Vicepreside Mumic                     |                 | Luciano Roffi           |
| Prof. Pizzetti, insegnante di Lettere |                 | Giorgio Giuliano        |
| Prof.ssa Angela Hammerschmidt         |                 | Claudia Razzi           |

## Censure nell'edizione italiana
La serie animata alterna episodi leggeri e divertenti con altri dove vengono trattati argomenti decisamente problematici, tutto ciò ha dato adito nell'edizione italiana a numerosissimi interventi censori (la serie è del 1970 ma in Italia è arrivata nel 1988 quando sulle reti Mediaset si cominciavano ad intensificare le censure sugli anime). L'episodio con più tagli in assoluto è il n. 13 - Una giornata con papà, apparentemente spensierato e divertente, ma che contiene numerose allusioni alla sessualità di Ginny che sta sbocciando, quasi del tutto eliminate dalla censura italiana. Inoltre gli adattatori italiani, tagliando il finale dell'episodio 11 - Jim il marinaio e modificandone i dialoghi, ne hanno stravolto il senso che nell'originale è senza speranza.
| N. | Scene tagliate |
| -- | --- |
| 1  | - Torture che la vecchia Strega del Mare infligge a Ginny per farla desistere dal diventare un essere umano - Dolori provati da Ginny dopo aver inghiottito la lacrima |
| 2  | - Il truffatore che si finge il padre di Ginny la blocca per il collo |
| 3  | - Ghiri e Goro sbirciano Ginny mentre si veste |
| 4  | - Dalla ferita del rapitore di Ginny esce un cospicuo flusso di sangue |
| 8  | - Il padre di Ginny commenta la degenerazione del Natale. Una ragazza si accende la sigaretta dal suo sigaro |
| 11 | - Stravolgimento del finale: nella versione italiana Jim promette a Ginny di andare alla polizia, ma nell'originale fuggirà con una nave lasciando a Ginny il suo crocefisso come ricordo |
| 13 | - il padre di Ginny vede un film dove una donna viene uccisa con un coltello - In un negozio di vestiti vengono fatti primi piani dei bikini - Il padre di Ginny si immagina la figlia abbracciata ad un uomo - Ginny è a letto che dorme con le gambe scoperte - Ginny si veste fuori campo e scaglia lontano il reggiseno e la camicia da notte - Al supermercato i manichini indossano biancheria intima - Il padre di Ginny si immagina la figlia sbranata da un lupo |
| 17 | - Ghiri e Goro parlano davanti a Ginny seduta sulla poltroncina dello stadio e si intravedono le sue mutandine (due scene tagliate) - Durante l'aggressione a Ginny compare un coltello - Sangue che esce dalla bocca del giocatore di baseball Kenny |
| 32 | - Lulù brucia viva durante il salvataggio di Monia dall'incendio della sua casa |
| 40 | - Ginny sogna di diventare una sirena e di uccidere Arika afferrandole i piedi e trascinandola sul fondo del mare facendola annegare |
| 46 | - Ginny ha fretta e si toglie la camicia da notte in presenza dei due gemelli. Ginny è fuori campo e veniva mostrata solamente l'espressione stralunata di Ghiri e Goro |
| 47 | - Grissino afferra i pantaloni di Tozzetto facendoglieli calare: per un istante si vede il sedere scoperto del ragazzo - Ricordo delle terribili violenze degli uomini sui folletti della palude: scene di crocifissioni e fiumi pieni di cadaveri |

## Episodi
1. Il primo amore di Ginny
2. Dal mare con amore
3. Il primo giorno di scuola
4. Momenti difficili
5. Vanilla in pericolo
6. Ancora una volta insieme
7. Ginny ritrova Alex
8. Dove abita Babbo Natale
9. Rivali per amore
10. La nostra stella sportiva
11. Jim il marinaio
12. Il richiamo del mare
13. Una giornata con papà
14. Vagabonda per amore
15. La tromba di Billy
16. La guerra delle divise
17. Lettere d'amore
18. Com'è bello nuotare
19. Una ragazza sola
20. Rinuncia per amore
21. Una bugia a fin di bene
22. Invocazione d'aiuto
23. Colpo di fulmine
24. Chi sono
25. Oltre le montagne
26. Un principe come amico
27. Un equivoco singolare
28. Amore paterno
29. Votate per me
30. Una sorella in pericolo
31. Furto per amore
32. Un cane eroico
33. Il piccolo cervo bianco
34. Nostalgia
35. Lo zoo in pericolo
36. Il concorso di bontà
37. Il primo rossetto
38. (ep.da verificare)
39. La sfida crudele
40. Un matrimonio difficile
41. Un dolce incontro
42. La legge degli abissi marini
43. Il fantasma del campanile
44. I ricordi di nonno Savio
45. L'amico della domestica
46. Un compagno misterioso
47. Lacrime sincere
48. Non ti dirò mai addio

## Altri media
In italia, in concomitanza della messa in onda, è stata pubblicata Corriere dei Piccoli una serie a fumetti realizzata con i fotogrammi della serie televisiva.